# 品田穣
品田 穰（しなだ ゆたか、1932年〈昭和7年〉1月22日 - ）は日本の文化生態学・都市生態学者、ナチュラリスト、自然保護活動家。

## 来歴
東京府下豊多摩郡野方町大字上鷺宮生まれ。都市近郊の農村地帯、麦畑、屋敷森、雑木林の中で育つ。太平洋戦争中は富士南麓に疎開、戦後は練馬区で生活。
1957年、東京教育大学（筑波大学の前身）理学部在学中、自然教育・自然保護を目的に「野外研」を立ち上げる。当時自然保護団体としては三浦半島自然保護の会についで2例目であった。
1960年、卒業後北海道開発庁農業水産部で開拓地の水源・ため池調査に従事。
以降、文部省大学学術局、国立自然教育園、国立科学博物館を経て文化財保護委員会（行政委員会）・文化庁で天然記念物の指定・保護を担当。
その後、国際武道大学教授、東京農業大学客員教授を経て、現在は特定非営利活動法人 NPO birth顧問、春の小川を守る会名誉会長。

## 自然保護への貢献
高度経済成長期以降、急激に自然環境が破壊されていくなかで、文化庁主任文化財調査官として数多くの天然記念物指定に携わり、コウノトリ、タンチョウ、トキなど天然記念物の保護管理にあたった。また、狩猟鳥だったマガン、ヒシクイのほか、小笠原、沖縄の希少生物、陸水のミヤコタナゴ、イタセンパラなどの指定を担当するなど、希少生物の保護に尽力した。

## 研究
1967年、有料道路上高地スカイラインの建設計画、開発と保護をめぐり、自然は必要ないとする開発側と意見が対立。「人間にとって自然はなぜ必要か」という人間と自然との基本的な疑問を解く必要に迫られ研究を始める。まず、自然の変化に伴った人間の行動の基本的かかわりに着目。自然環境と主に自然を求める行動の間に強い相関があることを定量的に研究。人間は一定量の自然を常に保って行動することを見出した。すなわち、１平方キロメートルあたり人口密度で2000～3000人、緑地率50～60％が基本的な量であることを見出し、進化の過程で両者を結び付け一体化したと推定された。一体化したかかわりの空間を「生態的空間」とすると、この生態的空間は人間の行動とともに流動することを通じ、都市生態系の構造と動態を明らかにした。
都市生態系のモデルから、都市の限られた空間に人口が集中し、そのうえ旅行などの一時的流出が不可能になると閉鎖系になり密度の上限に近づくはずで、東京都の流出人口は2022年に流入人口を上回り、限界に達したことになる。

## 著書（単著）
- 『都市の自然史 人間と自然のかかわり合い』 中央公論社（中公新書）,1976
- 『ヒトと緑の空間 』 東海大学出版会（東海科学選書）,1980
- 『文明の生態学 21世紀の環境と文化を考える』 海游舎,1992
- 『ヒトと緑の空間 かかわりの原構造』 海大学出版会（Tokai library）,2004

## 著書（共著）
- 『天然記念物辞典 天然記念物保護の歴史とその意義』 第一法規出版,1971
- 『生態学をめぐる28章』 共立出版,1983
- 『都市環境入門 都市の人間環境』 東海大学出版会,1987
- 『環境教育のすすめ』 東海大学出版会,1987
- 『景相生態学 ランドスケープ・エコロジー入門』 朝倉書店,1996
- 『学力を高める総合学習の手引き』 海游舎,2002
- 『人類の原風景を探る』 東海大学出版会,2010

## 論文・報告書・寄稿等
- 『博物館展示“もの”と“人”との結びつきについて』 博物館研究,1960
- 『博物館展示“もの”と“人”との結びつきについて（その2）』 博物館研究,1961
- 『小笠原諸島の自然 植物と自然』 ニューサイエンス社）,1968
- 『小笠原の自然をたずねて』 科学朝日（朝日新聞社）,1968
- 『天然記念物保護の歴史』 鳥獣行政,1969
- 『自然保護の史的考察（1）（2）』 植物と自然（ニューサイエンス社）,1969
- 『尾瀬の保護 尾瀬ヶ原湿原における人為の中断後の遷移について』 群馬県教育委員会,1969
- 『植生図・主要動植物地図』 文化庁公刊物（文化庁）,1969〜1980
- 『観光開発と自然保護(開発と文化財) 』 月刊文化財（文化庁 監修）,1970
- 『失われゆく東京の自然 メダカもトンボも姿を消した』 科学朝日（朝日新聞社）,1971
- 『失われた東京の自然-都市生態系の崩壊』 月刊文化財 （文化庁 監修）,1972
- 『都市生態系の視環境評価について -主に植生を中心として-』 文部省特定研究報告書,1975
- 『都市住民と緑地』 新都市（都市計画協会）,1975
- 『東京の自然-かかわり合いの変化と退行』 ジュリスト（有斐閣）,1976
- 『生活環境としての自然・文化財・歴史的環境』 環境文化,1977
- 『都市の自然』 科学（岩波書店）,1979
- 『アホウドリ』 文部時報（ぎょうせい）,1979
- 『生態学 都市の自然』 河出書房新社,1980
- 『現代人の生活拠点 余暇活動と地域環境』 ジュリスト（有斐閣）,1980
- 『富士の自然』 月刊文化財（文化庁 監修）,1980
- 『人間居住環境としての都市の生態学的研究』 日産科学振興財団研究報告書4,1981
- 『河川環境回復の道』 横浜市調査季報,1982
- 『都市における緑と都市景観』 日本緑化センター,1983
- 『都市緑化の論理-人間と緑のかかわり合い』 新都市 都市計画＝City planning review（日本都市計画学会 編）,1983
- 『緑が変える住民の意識と行動』 科学朝日（朝日新聞社）,1983
- 『みどりと人間』 新都市　第37巻第7号（都市計画協会）,1983
- 『自然観察の方法論』 科学サロン（東海大学出版会）,1984
- 『防衛の生態学-アク抜きと日本酒を結ぶもの』 月刊文化財 （文化庁 監修）,1984
- 『都市生態系における人間-環境系の基礎的研究』 博士論文（東北大学）,1985
- 『人間生活からみた環境教育』 環境情報科学（環境情報科学センター）,1985
- 『都市環境計画における景観研究の意義-都市生態学の立場から』 都市計画（日本都市計画学会 編）,1985
- 『生態学的視点に基づく人間環境の評価と計画』 日産科学振興財団研究報告書,1988
- 『自然への共鳴』 思索社,1989
- 『いまふるさとを考える 都市には総合化への強い志向がある』 望星（東海教育研究所）,1989
- 『環境教育とは何か：その課題と目指すもの』 国際武道大学研究紀要,1993
- 『非経済的な「自然の価値」』 日本の科学者 （日本科学者会議編）,1993
- 『現代生態学とその周辺 -環境教育を考える-』 東海大学出版会,1995
- 『進化の過程で結び付いたヒトの視覚と環境』 都市緑化技術,1995
- 『昭和レトロと原風景』 大学出版 社叢学会,2004